# Fairuz Fazli
Fairuz Fazli (* 20. Januar 2005 in Singapur), mit vollständigen Namen Muhammad Fairuz Muhammad Fazli Koh, ist ein singapurischer Fußballspieler.

## Karriere

### Verein
Fairuz Fazli erlernte das Fußballspielen in der Schulmannschaft der Singapore Sports School. Seinen ersten Vertrag unterschrieb er am 1. Januar 2022 bei den Young Lions. Die Young Lions sind eine U23-Mannschaft, die 2002 gegründet wurde. In der Elf spielen U23-Nationalspieler und auch Perspektivspieler. Ihnen soll die Möglichkeit gegeben werden, Spielpraxis in der ersten Liga zu sammeln. Sein Erstligadebüt gab Fairuz Fazli am 20. August 2022 (21. Spieltag) im Auswärtsspiel gegen Hougang United. Bei der 5:1-Niederlage wurde er in der 71. Minute für Syabil Hisham eingewechselt. In seiner ersten Saison bestritt er vier Erstligaspiele.

### Nationalmannschaft
Fairuz Fazli spielt seit 2022 für diverse singapurische Juniorennationalmannschaften.